# Young-plan

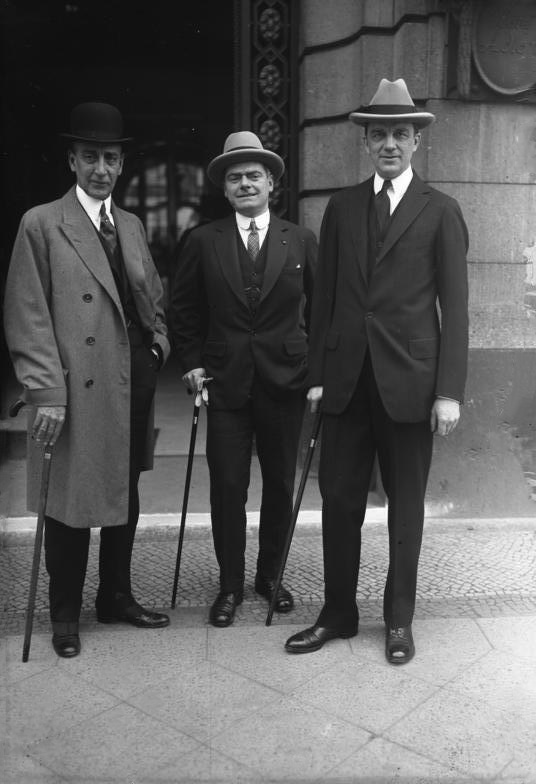
Naamgever aan het plan, Owen Young, geheel rechts.

Het Young-plan is een plan gemaakt na de Eerste Wereldoorlog, waarin Duitslands verplichtingen tot herstelbetaling werden vastgelegd. Het was de opvolger van het Dawesplan van 1924, dat niet tot de gewenste resultaten had geleid.

## Geschiedenis
In 1926 bespraken de Franse minister van buitenlandse zaken Aristide Briand en zijn Duitse collega Gustav Stresemann in het Franse Thoiry onder andere de ontruiming van het Rijnland en het versnellen van de herstelbetalingen, die Frankrijk de mogelijkheid zouden geven hun financiële crisis tegen te gaan. Maar vooral Briand kon zijn voorstellen in eigen land niet aanvaard krijgen.
In 1929 is met het Young-plan de duur van de herstelbetalingen op 59 jaar (dus tot 1988) vastgelegd. In totaal zou Duitsland volgens dit plan 114 miljard ‘Goudmark’ betalen. De rechtse partijen probeerden het Young-plan door een referendum af te wijzen. Dit hielp Adolf Hitler in de politiek terug te keren.